# Georges Guingouin
Georges Guingouin ps. Raoul, Lou Grand, Préfet du Maquis (ur. 2 lutego 1913 w Magnac-Laval, zm. 27 października 2005 w Troyes) – nauczyciel, działacz komunistyczny, bojownik francuskiego Ruchu Oporu, komendant FFI na Haute-Vienne i dowódca 1 Limousinskiej Brygady Marszowej FTP-FFI.

## Życiorys
Georges Guingouin urodził się w Magnac-Laval, w rodzinie zawodowego podoficera i nauczycielki. Jego ojciec poległ pod Bapaume 28 sierpnia 1914. Po ukończeniu studiów w Bellac został zatrudniony jako nauczyciel i sekretarz ratuszu w Saint-Gilles-les-Forêts. W 1935 wstąpił do Partii Komunistycznej.
23 sierpnia 1939 został w stopniu szeregowego zmobilizowany do wojska, ranny 17 czerwca 1940 w czasie I bitwy o Francję trafił do szpitala w Moulins, skąd z powodu zbliżającego się Wehrmachtu został ewakuowany do Montluçon. Po powrocie do Saint-Gilles-les-Forêts wstąpił do komunistycznego podziemia pod pseudonimem "Raoul". W związku z wydanym w październiku rozporządzeniem rządu kolaboracyjnego dotyczącym osób o lewicowych poglądach został zwolniony z pracy. W lutym 1941 poszukiwany przez policję Guingouin zbiegł do Soudaine-Lavinadière, w którym ukrywał się w lesie i u miejscowych przyjaciół. Po powstaniu Wolnych Strzelców i Partyzantów objął dowództwo nad akcjami sabotażowymi w departamencie Corrèze. 26 stycznia 1942 Sąd Wojskowy XII Regionu skazał Georges'a Guingouin'a zaocznie na karę dożywotniej pracy przymusowej za działalność antypaństwową. Po powrocie do Haute-Vienne i rozpoczęciu okupacji wolnej strefy Guingouin skupił się, wbrew rozkazom partii, na sabotażu na wsi niszcząc dostawy zboża dla Niemców. Wraz z powstaniem Francuskich Sił Wewnętrznych oddział maquis FTP "Raoula" został przemianowany na 1 Limousinską Brygadę Marszową, a Georges Guingouin został awansowany na podpułkownika (w maju 1944 departamentalne FFI liczyły 8750 ludzi). 
Od kwietnia 1944 na terytorium Francji stacjonowała wycofana z frontu wschodniego 2 Dywizja Pancerna SS „Das Reich”, która pomagała miejscowemu Gestapo w walce z Ruchem Oporu dokonując zbrodni na ludności cywilnej w Argenton-sur-Creuse, Combeauvert i Tulle. 9 czerwca partyzanci z 1 Brygady FTP-FFI zatrzymali Sturmbannführera Helmuta Kämpfe i Obersturmführera Karla Gerlacha z dywizji "Das Reich". Zbiegły z rąk maquis Gerlach zawiadomił o wszystkim Sturmbannführera Adolfa Diekmanna, dowódcę 1 batalionu Pułku "Der Führer", który 10 czerwca 1944 udał się na czele 200 żołnierzy do Oradour-sur-Glane, w którym wg Gerlacha miał być przetrzymywany Kämpfe (w rzeczywistości partyzanci więzili go w Oradour-sur-Vayres). W ciągu kilku godzin zamordowano 642-648 osób, w tym 207 dzieci. Po otrzymaniu informacji o masakrze ppłk "Raoul" odrzucił propozycję Standartenführera Sylvestra Stadlera wydania Kämpfego w zamian za uwolnienie 40 więźniów-bojowników FFI i przekazanie kwoty 40 tys. franków. Helmut Kämpfe został stracony jeszcze tego samego dnia. Spowodowało to kolejne represje ale opóźniło wymarsz 2 DPanc SS na front o 48 godzin.
Na początku czerwca Guingouin otrzymał od Léon'a Mauvais (szef FTP na strefę południową) rozkaz wyzwolenia Limoges, który "Raoul" odrzucił argumentując swoją decyzję nieudanym opanowaniem Tulle (po wycofaniu się maquis 117 cywili zamordowano a 149 deportowano do obozów koncentracyjnych). Między 18 a 24 lipca 1944 1 brygada FFI w sile ok. 3500 partyzantów starła się na Mont Gargan z siłami niemieckimi (min. mieszaną brygadą gen. Kurta von Jessera
) i kolaboracyjnej milicji liczącymi ok. 4800 ludzi. Maquis po stracie 38 zabitych i 54 rannych rozproszyli się opuszczając szczyt. Hitlerowcy stracili w tej bitwie 250-342 zabitych i rannych (milicja straciła jednego zabitego i 3 rannych). 3 sierpnia 1944 ppłk "Raoul" został mianowany departamentalnym komendantem FFI mając pod sobą 14 tys. ludzi (w połowie sierpnia już 20 tys.). Zdecydował się wyzwalać departament stopniowo żeby nie dopuścić do ponownych masakr ludności cywlnej. Dowódca garnizonu Limoges gen-mjr Walter Gleiniger zgodził się skapitulować co zapoczątkowało bunt 19 Pułku Policji SS. 21 sierpnia 1944 brygada Guingouin'a zdobyła miasto biorąc do niewoli 13 oficerów i 350 żołnierzy (spora część hitlerowców zdążyła się wycofać). Po jego wyzwoleniu ppłk Guingouin zajął się zabezpieczeniem Limoges oraz tworzeniu jednostek armii regularnej. Poważnie ranny w wypadku samochodowym 20 listopada 1944 był hospitalizowany aż do kwietnia 1945.
W latach 1945-1947 sprawował urząd burmistrza Limoges z ramienia PCF. Jego stosunki z partią stopniowo zaczynały się pogarszać, w 1961 został z niej wykluczony. 24 grudnia 1953 został aresztowany pod fałszywymi zarzutami i uwięziony w Brive-la-Gaillarde, gdzie został brutalnie pobity. Przewieziony do Tuluzy próbował popełnić samobójstwo. W jego obronie stanęła rodzina i weterani Ruchu Oporu z Górnej Garonny. Georges Guingouin 13 listopada 1959 został wypuszczony z więzienia i zrehabilitowany. Do przejścia na emeryturę w 1968 pracował jako nauczyciel. W 1998 Francuska Partia Komunistyczna zrehabilitowała go i ponownie przyjęła w swoje szeregi.
Georges Guingouin zmarł 27 października 2005 w Troyes. Zgodnie z ostatnią wolą spoczął obok żony Henriette (1918-2004) w Saint-Gilles-les-Forêts. Wydał wspomnienia ze swojej działalności w ruchu oporu oraz okresu więziennego.

## Odznaczenia
- Komandor Legii Honorowej - 2005
- Kawaler Legii Honorowej - 12 sierpnia 1945[15]
- Order Wyzwolenia - 19 października 1945
- Krzyż Wojenny 1939-1945 z palmą
- Medal Francuskiego Oporu z rozetą
- Królewski Medal za Odwagę (Wielka Brytania)
- Medal Garibaldczyków (Włochy)
- i inne